# Чебачий (Ростовская область)
Чеба́чий — хутор в Семикаракорском районе Ростовской области.
Входит в состав Новозолотовского сельского поселения.

## Климат
Расположен в умеренном климатическом поясе.

## История
Хутор Чебачий (ранее хутор Христиха, находившийся на том месте, где сегодня расположен Донской осетровый завод) был основан в 1737 году.
Весной остров заливался паводковыми водами (из-за чего позже переместился на то место, где находится сейчас), после схода воды в ямах оставалось много рыбы, в основном, чебаков, предположительно поэтому хутор назвали Чебачий.

## Население
{{население | Чебачий (Ростовская область)

## Улицы
| - ул. Гагарина - ул. Горького - ул. Дончак - ул. Малькова - ул. Механизаторов | - ул. Мирная - ул. Парковая - ул. Степная - ул. Чехова - ул. Шахтинская | - ул. Широкая - ул. Школьная - пер. Восточный - пер. Трудовой - Солнечная |

## Археология
Рядом с хутором находятся памятники археологии:
- Курган «Клешня I» — в южной окраине хутора.
- Поселение «Тополиха» — в 1,25 км к западу от хутора.
- Грунтово-курганный могильник «Чебачий I» — в 1,0 км к западу от хутора.
- Курганная группа «Чебачий II» (14 курганов) — в 0,75 км к северу от хутора.
- Поселение «Чебачье» — в 0,5 км к северу от хутора.